# Pristiophorus lanae
Pristiophorus lanae is een vissensoort uit de familie van de Zaaghaaien. De wetenschappelijke naam van de soort is voor het eerst geldig gepubliceerd in 2013 door Ebert & Wilms.